# Murtenhaus

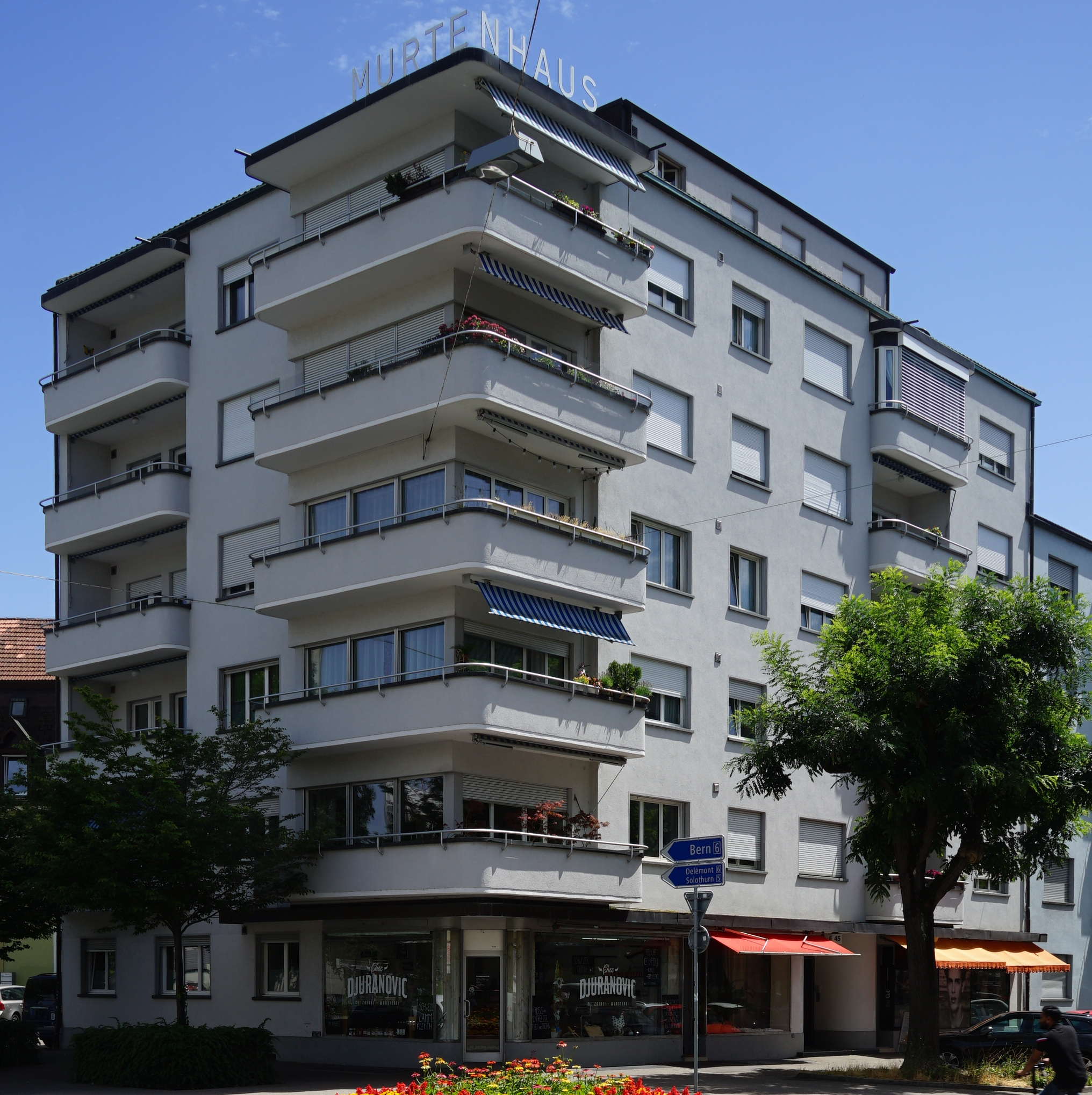
Murtenhaus (2022)

Das Murtenhaus ist ein Wohn- und Geschäftshaus in Biel (französisch Bienne) im Kanton Bern in der Schweiz. Es wurde von Primo Taini entworfen und 1936 errichtet. Das Bauwerk der «Bieler Moderne» wurde 2012 unter Denkmalschutz gestellt.

## Lage
Das Bauwerk befindet sich im Quartier Neustadt Süd (Nouvelle ville sud) südlich der Schüss. Es ist Teil der «Baugruppe T» (Bahnhofquartier) und liegt als Eckhaus an der Murtenstrasse (Nummer «45»). Der «monumentale Würfel» prägt als Kopfbau die obere Murtenstrasse und bildet mit dem «Olympiahaus» eine «Torsituation» am Anfang des Bahnhofquartiers. Jeweils gegenüber liegen die Häuser «FH» und «Aeropalace». Das Bahnhofquartier gilt mit einheitlich geplanten Strassenzügen in der Schweiz als «einzigartig».

## Geschichte
In den Jahren 1927 bis 1948 wurde das «Bahnhofquartier» nördlich des Bahnhofs geschlossen nach Bauvorschriften des Neuen Bauens errichtet. Primo Taini entwarf einen «voluminöser, kubischen Baukörper», der später als Vorbild für das «konsequenter gestaltete» «Olympiahaus» diente. Das Baubüro Eduard Gallus stellte 1936 das Haus fertig.
Das Gebäude wurde 2003 rechtswirksam im Bauinventar des Kantons als «schützenswert» verzeichnet und mit Verträgen vom 13. Dezember 2012
sowie vom 20. Juni 2022 geschützt. Kulturgüter-Objekte der «Kategorie C» wurden (Stand: Juli 2022) noch nicht veröffentlicht.

## Belege
1. 1 2 3 4  Denkmalpflege des Kantons Bern: Biel/Bienne, Murtenstrasse 45. In: Bauinventar des Kantons Bern. Kanton Bern, abgerufen am 20. Januar 2024.

Koordinaten: 47° 8′ 1,7″ N, 7° 14′ 48,2″ O; CH1903: 585440 / 220332